# Cantón de Brest-Kerichen
El cantón de Brest-Kerichen era una división administrativa francesa, que estaba situada en el departamento de Finisterre y la región de Bretaña.

## Composición
El cantón estaba formado por una fracción de la comuna que le daba su nombre:
- Brest (fracción)

## Supresión del cantón de Brest-Kerichen
En aplicación del Decreto nº 2014-151 de 13 de febrero de 2014, el cantón de Brest-Kerichen fue suprimido el 22 de marzo de 2015 y la fracción de la comuna que le daba su nombre se unió con las demás para que, por medio de una reestructuración cantonal, fueran creados los nuevos cantones de Brest-1, Brest-2, Brest-3, Brest-4 y Brest-5.